# 科米扬斯科耶市镇
科米扬斯科耶市镇（俄语：Муниципальное образование Комьянское）是俄罗斯联邦沃洛格达州格里亚佐韦茨区所属的一个市镇。其下辖有86个居民点，行政中心为霍罗舍沃。据2015年统计，该市镇的人口为1821人。